# 脱共役タンパク質
脱共役タンパク質（だつきょうやくタンパクしつ、英: Uncoupling protein）とは、酸化的リン酸化のエネルギーを生成する前に、膜間のプロトン勾配を浪費することができるミトコンドリアの内膜のタンパク質である。脱共役タンパク質は、Uncoupling proteinの頭文字を取ってUCPと略されることが多い。
哺乳動物では5つのタイプが知られている。
- UCP1：サーモゲニン（英語版）として知られている
- UCP2
- UCP3
- SLC25A27："UCP4" として知られている
- SLC25A14："UCP5" として知られている

ATPを生産する替わりに、エネルギーが熱を生成するために使用されるため、脱共役タンパク質は冬眠時の運動を伴わない熱産生のような正常な生理機能を果たしている。
UCP1は褐色脂肪細胞にのみ存在し、UCP2は白色脂肪細胞、免疫系細胞、神経細胞などに認められ、UCP3は主に骨格筋、心臓などの筋組織において多く存在する。糖尿病患者の骨格筋においてUCP3タンパクの合成が著明に低下していることから、熱産生あるいは脂肪代謝に関連していると考えられている。
ノルアドレナリンが褐色脂肪細胞上のβ3受容体に結合すると、UCP1が生成され、ミトコンドリアで脱共役が起こり熱が産生される。日本人を含めた黄色人種ではβ3受容体の遺伝子に遺伝変異が起こっていることが多く、熱を産生することが少ない反面、カロリーを節約し消費しにくいことから、この変異した遺伝子を節約遺伝子と呼ぶことがある。
2,4-ジニトロフェノールとCCCPのような物質も、同じような脱共役の機能を有する有害物質と見なされている。エタノールやサリチル酸もまた脱共役剤の機能を有し、過剰に摂取した場合、体内のATPを消耗し、体温を上昇させる。